# Miki Takeo

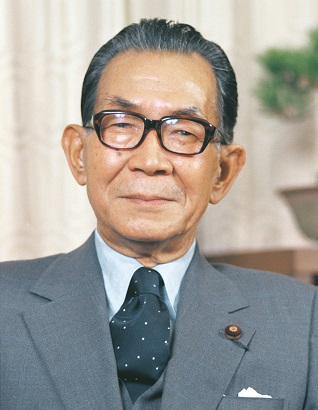
Miki Takeo

Miki Takeo (japanisch 三木 武夫; * 17. März 1907 in Yoshida, Donari (heute: Awa); † 14. November 1988 in Tokio) war ein japanischer Politiker und von 1974 bis 1976 der 41. Premierminister Japans und Vorsitzender der Liberaldemokratischen Partei (LDP).

## Leben und Wirken
Miki studierte an der Meiji-Universität und einige Jahre an der University of California, Berkeley in den USA. 1937 wurde er als jüngstes Mitglied in den Reichstag gewählt und blieb im Parlament bis zu seinem Ausscheiden 1976.
Als Generalsekretär der Partei Kokumin Kyōdōtō (国民共同党) war er Kommunikationsminister von 1947 bis 1948 und war dann Mitglied der Kokumin Minshutō (国民民主党) und der Kaishintō (改進党), bis er 1956 Sekretär der Liberaldemokratischen Partei wurde. 1958 wurde er Staatsminister und Leiter der Economic Planning Agency unter Premierminister Kishi, aber seine Kritik an einem Polizeipflichtengesetz und an der Revision des Sicherheitsvertrages mit den USA führte 1959 zu seinem Rücktritt.
In den 1960er Jahren übernahm Miki wichtige Posten innerhalb der Partei, und obwohl er nicht zu den Anhängern der Hauptrichtung der Partei gehörte, war er von 1965 bis 1966 Minister des Ministeriums für Internationalen Handel und Industrie, und von 1966 bis 1968 Außenminister. 1968 und 1970 unterlag er Satō bei der Wahl zum Parteivorsitzenden und dann auch 1972 gegen Tanaka Kakuei. Aber er war von 1972 bis 1974 stellvertretender Ministerpräsident und übernahm das Amt nach dem Rücktritt Tanakas im Dezember 1974. Seine Basis in der Partei war allerdings schwach, und so kam er zu seinem Amt nur, weil man innerhalb der Partei sich zu dem Zeitpunkt nicht zwischen Ōhira und Fukuda entscheiden konnte.
Miki mit seiner angekündigten „sauberen Regierung“ war zunächst sehr populär, aber ein Versuch, das Antimonopolgesetz zu reformieren scheiterte am Widerstand aus der Wirtschaft. Er verärgerte dann Parteimitglieder mit dem Vorschlag, das Parteispendensystem sauberer zu machen, und den rechten Flügel seiner Partei durch seine Koreapolitik. Vor allem sein Versuch, die Partei nach dem Lockheed-Skandal insgesamt auf eine sauberere Linie zu bringen, rief starken Widerstand hervor. So verlor Miki allen Rückhalt in der Partei, kämpfte zwar weiter, gestützt durch die öffentliche Meinung, trat dann Dezember 1976 zurück.